# La Frau (Santa Maria d'Oló)
La Frau és un veïnat de masies disperses del terme de municipal de Santa Maria d'Oló, pertanyent a la comarca del Moianès.
Està situat a l'extrem nord del terme, en una mena d'apèndix que fa aquest municipi tocant ja els d'Avinyó i Oristà. És al nord de la riera de Segalers, de l'Eix Transversal (C-25) i de la carretera BP-4313. Queda al nord del Raval de la Rovirola i del Raval de Santa Eulàlia. Centrava el veïnat el Castell d'Aguiló, guàrdia preeminent del Castell d'Oló.
Formen aquest veïnat les masies de les Berengueres, el Ciuró, el Corral, el Flequer, Oriols, el Prat d'Oriols, la Torre del Ciuró, la Torre d'Oriols i Torroella, a més del Molí del Ciuró. Conté també les capelles de Sant Francesc d'Assís de Torroella i Sant Pere de les Cigales, o d'Oriols.